# Eva-Maria Ziege
Eva-Maria Ziege (geb. 1961) ist eine deutsche Soziologin und Professorin für Politische Soziologie. Ihre Schwerpunkte in Lehre und Forschung liegen in Gesellschaftstheorie, Ideengeschichte, politischer Soziologie, Wissenschaftsgeschichte sowie  Jüdischen Studien. International bekannt ist sie vor allem in der  Antisemitismusforschung und der Forschung zur Kritischen Theorie.

## Akademischer Werdegang
Eva-Maria Ziege studierte Politologie und Soziologie an den Universitäten Bonn und Potsdam. 2001 wurde sie mit einer Diskursanalyse des völkischen Antisemitismus promoviert. Von 2001 bis 2006 war sie als wissenschaftliche Mitarbeiterin am Seminar für Kulturwissenschaft der Humboldt-Universität zu Berlin tätig. 2004, 2006 und 2007 lehrte sie als Gastprofessorin an der Universität Paris VII. Sie habilitierte sich 2008 in Allgemeiner Soziologie an der Universität Potsdam mit der Schrift Antisemitismus und Gesellschaftstheorie. Die Frankfurter Schule im amerikanischen Exil. Von 2006 bis 2010 lehrte sie als Associate Professor des DAAD an der University of Washington in Seattle. 2010/2011 war Eva-Maria Ziege Visiting Fellow am Centre for the Study of Jewish-Christian Relations (CJCR) des Woolf Institute der University of Cambridge im Vereinigten Königreich.
2012 wurde Eva-Maria Ziege auf die Professur für Politische Soziologie an die Universität Bayreuth berufen. Ihre Antrittsvorlesung hielt sie zu dem Thema Das Problem des Antisemitismus und die Aufgaben der politischen Soziologie.

## Schriften
Monografien
- Antisemitismus und Gesellschaftstheorie. Die Frankfurter Schule im amerikanischen Exil. Suhrkamp TB Wissenschaft, Frankfurt a. Main 2009.
- Mythische Kohärenz: Diskursanalyse des völkischen Antisemitismus. UVK-Verlag, Konstanz 2002.[3]

Herausgeberschaft/Editionen
- Theodor W. Adorno: Bemerkungen zu „The Authoritarian Personality“ und weitere Texte. Hg., eingeleitet und mit Nachwort von Eva-Maria Ziege, Suhrkamp, Berlin 2019, ISBN 978-3-518-29900-5.
- Zur Kritik der regressiven Vernunft. Beiträge zur „Dialektik der Aufklärung“. Mit Gunzelin Schmid Noerr, Springer VS, Wiesbaden 2019, ISBN 978-3-658-22410-3.
- Das Feld der Frankfurter Kultur- und Sozialwissenschaften nach 1945. Mit Richard Faber, Königshausen & Neumann, Würzburg 2008.
- Das Feld der Frankfurter Kultur- und Sozialwissenschaften vor 1945. Mit Richard Faber, Königshausen & Neumann, Würzburg 2007.
- Das bewegliche Vorurteil. Aspekte des Internationalen Antisemitismus. Mit Christina von Braun, Königshausen & Neumann, Würzburg 2004.

Artikel und Buchbeiträge (Auswahl)
- Gehorsame Rebellen. Der 'autoritäre Charakter' in der Gesellschaft ohne Zentrum, in: Die Politische Meinung, Nr. 581 (Juli/August 2023), S. 23–27.
- Kritik des Bildungssystems und Kritische Theorie heute, in: Zeitschrift für Kritische Theorie, 52–53 (2021), S. 255–265.
- Das „"jüdische Problem“ und die Dialektik der Aufklärung. In: Gunzelin Schmid Noerr/Eva-Maria Ziege (Hrsg.): Zur Kritik der regressiven Vernunft. Beiträge zur „Dialektik der Aufklärung“. Springer VS, Wiesbaden 2019, ISBN 978-3-658-22410-3, S. 123–148.
- Theorie des Antisemitismus in der Dialektik der Aufklärung, in: Gunnar Hindrichs (Hrsg.):  Max Horkheimer/Theodor W. Adorno, Dialektik der Aufklärung (Klassiker Auslegen), Berlin: de Gruyter 2017, S. 81–95.
- The Irrationality of the Rational: The Frankfurt School and its Theory of Society in the 1940s, in: Marcel Stoetzler (Hrsg.): Antisemitism and the Constitution of Sociology. University of Nebraska Press, Lincoln/London 2014, S. 274–295.
- Patterns within Prejudice – Antisemitism in the United States in the 1940s, in: Patterns of Prejudice  6, 2 (Mai 2012), S. 93–127.
- Die Kunst der Unterscheidung. Soziologie der Mode (Essay), in: Leviathan Heft 1/2011, Hrsg. Wissenschaftszentrum Berlin für Sozialforschung (WZB).
- Arendt, Adorno und die Anfänge der Antisemitismusforschung. In: Liliane Weissberg (Hrsg.): Affinität wider Willen? Hannah Arendt, Theodor W. Adorno und die Frankfurter Schule. Campus Verlag, Frankfurt a. Main 2011.
- Adornos 'Kritik des Weiblichen' und die frühe Kritische Theorie, in: Die Philosophin 4/2004.
- Angekommen bei einer Theorie des Antisemitismus?, In: Zeitschrift für Religions- und Geistesgeschichte 4/2003.
- Sophie Rogge-Börner. Wegbereiterin der Nazidiktatur und völkische Sektiererin im Abseits. In: Kirsten Heinsohn u. a. (Hrsg.): Zwischen Karriere und Verfolgung. Handlungsräume von Frauen im nationalsozialistischen Deutschland. Campus, Frankfurt am Main und New York 1997.